# Thesium oresigenum
Thesium oresigenum är en sandelträdsväxtart som beskrevs av Robert Harold Compton. Thesium oresigenum ingår i släktet spindelörter, och familjen sandelträdsväxter. Inga underarter finns listade i Catalogue of Life.